# Múlt karácsony
A Múlt karácsony (eredeti cím: Last Christmas) 2019-ben bemutatott amerikai-brit romantikus filmvígjáték, amelyet Paul Feig rendezett.
A forgatókönyvet Bryony Kimmings, Emma Thompson és Greg Wise írta. A producerei Paul Feig, Jessie Henderson, David Livingstone és Emma Thompson. A főszerepekben Emilia Clarke, Henry Golding, Michelle Yeoh, Emma Thompson és Rebecca Root láthatók. A film zenei rendezője Theodore Shapiro. A film gyártója a Feigco Entertainment, forgalmazója a Universal Pictures.
Amerikában 2019. november 8-án, az Egyesült Királyságban 2019. november 15-én, Magyarországon 2019. november 7-én mutatták be a mozikban.
A filmben végig George Michael és a Wham! zenéje hallható, köztük a Last Christmas és egy korábban nem hallott dal is.

## Cselekmény
Katarina („Kate”) London belvárosában egy egész évben nyitva tartó, karácsonyi dolgokat árusító üzletben dolgozik, zöld manóruhába öltözve. Főnöknője és a bolt tulajdonosa egy ázsiai származású nő, aki „Mikulás"-nak hívatja magát. Kate pillanatnyilag hajléktalan, mert a szobatársa kidobta. Kate észrevesz egy ázsiai kinézetű fiatalembert, aki az üzlet előtt ácsorog, és felfelé néz. Kate kíváncsiságból kimegy hozzá és megtudja, hogy Tomnak hívják.
Kate énekesi meghallgatásra megy, ahol azonban nem veszik fel. Véletlenül ismét összefut Tommal. Tom igen jól ismeri a város rejtett zugait és szűk sikátorait.
Mivel nincs hol aludnia, visszamegy a szülei lakásába, ahol az anyja (Petra) magában él (Kate apja nem tudja elviselni, ezért soha nincs otthon). Kiderül, hogy a család az egykori Jugoszláviából vándorolt ki a háború elől az Egyesült Királyságba. Kate apja eredetileg jogász, de anyagi okokból nem tudja kiváltani az ehhez szükséges papírokat, így taxisofőrként dolgozik. Kate nővére, Marta ügyvéd, és nincsenek jó viszonyban egymással.
Kate többször véletlenül találkozik Tommal, aki biciklivel jár, és kiderül róla, hogy egy hajléktalan szállón dolgozik önkéntesként, továbbá, hogy nincs mobilja (azt mondja, a mobilja egy szekrényben van). Kate keresi Tomot a hajléktalan szállón, de nem találja ott, azt mondják, nem is ismerik, azonban Kate ott marad egy kicsit segíteni teát és süteményt osztani. Tom napokig nem kerül elő.
A család ismét összejön, hogy megünnepeljék Marta előléptetését, ő azonban nem boldog, mert nem akart ügyvéd lenni, csak az apja kényszerítette rá. Kiderül, hogy Marta leszbikus, amit a családban senki nem néz jó szemmel. Az anyjuk ráadásul Kate-et szereti jobban, akiről kiderül, hogy súlyos szívbeteg volt, közel a halálhoz.
Kate összefut Tommal, aki meghívja a lakásába, ami takarosan van berendezve. Kate elmondja, hogy egy évvel korábban nagyon beteg volt, szívátültetést hajtottak végre rajta, így maradhatott életben. 
Kate nagyon fáradt, ezért kabátban lefekszik az ágyra és elalszik.
Kate apró lépésekben elkezd javítani az életén: segít a főnöknőjének megismerkedni egy bátortalan dán férfival; bocsánatot kér Martától és annak barátnőjétől; karácsonyi dalokat kezd énekelni a hajléktalan szálló előtt az utcán, hogy pénzt gyűjtsön számukra.
Pár nap múlva ismét összefut Tommal, akivel leülnek egy padra, és Tom „szeretne mondani valamit”. Kate megijed, hogy a fiú nem akar elköteleződni, ezért nem engedi beszélni és otthagyja.
Mivel Tom megint napokra eltűnik, Kate meggondolja magát, és visszamegy Tom lakásába, ahol ruhástól aludt. Ott egy férfit talál, akiről kiderül, hogy ingatlanokkal foglalkozik. A férfi elmondja neki, hogy a tulajdonos, egy fiatalember egy éve meghalt biciklibalesetben, most ő értékesíti az ingatlant, ami azóta üresen áll. A konyhaszekrényből egy mobil kerül elő. Kate ráébred, hogy Tom volt az a szervdonor, akitől ő a szívét kapta, és hogy a találkozásaik nem történtek meg fizikailag. (Felvillannak a biciklis baleset és a műtét rövid képei).
Kate visszamegy a kis kertbe, ami Tom kedvenc helye volt, ahol újból találkoznak. Tom elmondja, örül, hogy a szíve a lány mellkasában dobog tovább. A kamera felfedi, hogy a padon egy emléktábla áll Tom nevével.
Karácsonyra Kate egy nagy bulit szervez a hajléktalan szállóban, ahol ő maga, és a szálló lakói is fellépnek, és élő zenét adnak. A rendezvényen Kate minden barátja, ismerőse és a családja is jelen van.
Kate előtt megjelennek azok az események, ahova Tom vitte el őt, ezúttal azonban Tom nélkül látjuk a jeleneteket.
Később a család is megünnepli a karácsonyt, amin első ízben részt vesz Marta párja is, egy néger lány, Alba.
Egy nyári napon Kate a kedvenc padjukon ül, és a naplójába írogat, majd mosolyogva felnéz az égre, ahogy Tom mindig is tanácsolta neki.

## Szereplők
| Szereplő                     | Színész              | Magyar hang            |
| ---------------------------- | -------------------- | ---------------------- |
| Katarina "Kate"              | Emilia Clarke        | Molnár Ilona           |
| Tom Webster                  | Henry Golding        | Szatory Dávid          |
| „Mikulás”, Kate munkaadója   | Michelle Yeoh        | Kubik Anna             |
| Petra, Kate anyja            | Emma Thompson        | Kovács Nóra            |
| Dr. Addis                    | Rebecca Root         | Bertalan Ágnes         |
| Marta, Kate nővére           | Lydia Leonard        | Ligeti Kovács Judit    |
| Joyce                        | Patti LuPone         | Kocsis Mariann         |
| Crowley rendőrnő             | Ingrid Oliver        | Kis-Kovács Luca        |
| Producer                     | Peter Serafinowicz   | Zöld Csaba             |
| Rendező                      | Rob Delaney          | Horváth-Töreki Gergely |
| Ivan                         | Boris Isakovic       | Törköly Levente        |
| Dane                         | Peter Mygind         | Hirtling István        |
| Danny                        | Ben Owen-Jones       | Sótonyi Gábor          |
| Jenna                        | Ritu Arya            | Nemes Takách Kata      |
| Rufus                        | Ansu Kabia           | Varga Gábor            |
| Arthur                       | David Hargreaves     | Bácskai János          |
| Nathan                       | Calvin Demba         | Jéger Zsombor          |
| Gránátos Tom                 | Joe Blakemore        | Makranczi Zalán        |
| Andy                         | Amit Shah            | Seder Gábor            |
| Dora                         | Anna Calder-Marshall | Téglás Judit           |
| Fabien                       | Fabien Frankel       | Kenéz Ágoston          |
| Alba, Marta barátnője        | Jade Anouka          | Lamboni Anna           |
| Churchill rendőrnő           | Laura Evelyn         | Mezei Kitty            |
| Castingos                    | Sara Powell          | Németh Kriszta         |
| Jégvarázs a jégen castingosa | Angela Wynter        | Makay Andrea           |
| Guy                          | David Mumeni         | Jászberényi Gábor      |
| Jégvarázs a jégen rendezője  | Sue Perkins          | Pálfi Kata             |
| Sarah a zuhanyzóban          | Margaret Clunie      | Sipos Eszter Anna      |